# Mangora bocaina
Mangora bocaina là một loài nhện trong họ Araneidae.
Loài này thuộc chi Mangora. Mangora bocaina được Herbert Walter Levi miêu tả năm 2007.